# Heretic (album de Naked City)
Pour les articles homonymes, voir Heretic (homonymie).
Heretic, sous-titré Jeux de dames cruelles, est un album de Naked City paru sur le label japonais Avant en 1992, et réédité par Tzadik dans le coffret The complete studio recordings. Il se présente comme la bande son d'un film érotique. Les pièces sont jouées en duo ou en trio.

## Titres
| 1.    | Main Titles                    | 1:26 |
| 2.    | Sex Games                      | 2:21 |
| 3.    | The Brood                      | 2:48 |
| 4.    | Sweat, Sperm + Blood           | 2:03 |
| 5.    | Vliet                          | 0:49 |
| 6.    | Heretic 1                      | 2:32 |
| 7.    | Submission                     | 4:21 |
| 8.    | Heretic 2                      | 1:44 |
| 9.    | Catacombs                      | 2:46 |
| 10.   | Heretic 3                      | 2:41 |
| 11.   | My Master, My Slave            | 2:23 |
| 12.   | Saint Jude                     | 2:12 |
| 13.   | The Conqueror Worm             | 2:31 |
| 14.   | Dominatrix 5B                  | 2:16 |
| 15.   | Back Through The Looking Glass | 2:39 |
| 16.   | Here Come The 7,000 Frogs      | 1:59 |
| 17.   | Slaughterhouse/Chase Sequence  | 2:18 |
| 18.   | Castle Keep                    | 1:48 |
| 19.   | Mantra Of Resurrected Shit     | 1:41 |
| 20.   | Trypsicore                     | 1:46 |
| 21.   | Fire And Ice (Club Scene)      | 2:37 |
| 22.   | Crosstalk                      | 1:40 |
| 23.   | Copraphagist Rituals           | 0:53 |
| 24.   | Labyrinth                      | 5:47 |
| 56:10 |                                |      |

## Personnel
- Joey Baron - batterie
- Yamatsuka Eye - voice
- Bill Frisell - guitare
- Fred Frith - basse
- Wayne Horwitz - claviers
- John Zorn - saxophone alto